# Rudi Altig
Rudi Altig (Mannheim, 18 de marzo de 1937-Remagen, 11 de junio de 2016) fue un deportista alemán que compitió para la RFA en ciclismo en las modalidades de ruta y pista.
Fue profesional entre los años 1960 y 1971. Ganó la clasificación general de la Vuelta a España de 1962. Obtuvo triunfos de etapa en cada una de las tres Grandes Vueltas. Además, fue el vencedor del Tour de Flandes de 1964 y de la Milán-San Remo de 1968.
Ganó dos medallas en el Campeonato Mundial de Ciclismo en Ruta, oro en 1966 y plata en 1965.
En pista fue especialista en la prueba de persecución individual y obtuvo tres medallas de oro en el Campeonato Mundial de Ciclismo en Pista entre los años 1959 y 1961. También fue vencedor en múltiples carreras de seis días.
Después de retirarse, trabajó como director deportivo, seleccionador de Alemania durante cinco años y también comentarista de televisión. Falleció a los 79 años a causa de cáncer.

## Medallero internacional

### Ciclismo en ruta
| Campeonato Mundial | Campeonato Mundial | Campeonato Mundial | Campeonato Mundial |
| Año                | Lugar              | Medalla            | Competición        |
| ------------------ | ------------------ | ------------------ | ------------------ |
| 1965               | Lasarte (España)   | Medalla de plata   | Ruta               |
| 1966               | Nürburgring (RFA)  | Medalla de oro     | Ruta               |

### Ciclismo en pista
| Campeonato Mundial | Campeonato Mundial       | Campeonato Mundial | Campeonato Mundial         |
| Año                | Lugar                    | Medalla            | Competición                |
| ------------------ | ------------------------ | ------------------ | -------------------------- |
| 1959               | Ámsterdam (Países Bajos) | Medalla de oro     | Persecución individual (A) |
| 1960               | Leipzig (RDA)            | Medalla de oro     | Persecución individual (P) |
| 1961               | Zúrich (Suiza)           | Medalla de oro     | Persecución individual (P) |

## Palmarés

### Ruta
| 1960 - 1 etapa de la Vuelta a Alemania 1962 - Vuelta a España, más 3 etapas y clasificación por puntos - 3 etapas del Tour de Francia, más clasificación por puntos - 1 etapa de la París-Niza - 2 etapas de la Vuelta a Alemania - Trofeo Baracchi - Critérium de As - Gran Premio de Cannes - 2.º en el Campeonato de Alemania en Ruta 1963 - 2 etapas de la París-Niza - París-Luxemburgo, más 1 etapa - Génova-Niza 1964 - Campeonato de Alemania en Ruta - Tour de Flandes - Vuelta a Andalucía, más 2 etapas - 1 etapa de la París-Niza - 1 etapa de la Vuelta a Bélgica - 1 etapa del Tour de Francia 1965 - 1 etapa de la Vuelta a España - 3 etapas de la París-Niza - 2.º en el Campeonato Mundial en Ruta | 1966 - Campeonato Mundial en Ruta - 3 etapas del Tour de Francia y Premio de la Combatividad - 2 etapas del Giro de Italia - 1 etapa de la París-Niza - Giro del Piamonte - Giro de Toscana 1967 - Milán-Vignola - 2 etapas del Giro de Italia 1968 - Milán-San Remo - 2 etapas de la Vuelta a España - 1 etapa de la Tirreno-Adriático 1969 - 1 etapa del Tour de Francia - Gran Premio de Lugano 1970 - Campeonato de Alemania en Ruta - 2.º en el Campeonato de Alemania de montaña - 1 etapa de la París-Niza - 1 etapa de la Vuelta a Suiza - 1 etapa de la París-Luxemburgo - Gran Premio de Fráncfort - Sassari-Cagliari |

### Pista
| 1960 Campeón del Mundo de persecución Campeón de Alemania en Persecución 1961 Campeón del Mundo de persecución Campeón de Alemania en carrera americana (con Hans Junkermann) Campeón de Alemania en Persecución 1962 Campeón de Alemania de velocidad Campeón de Alemania en carrera americana (con Hans Junkermann) 1.º en los Seis días de Berlín (con Hans Junkermann) 1.º en los Seis días de Münster (con Hans Junkermann) 1963 Campeón de Europa de Òmnium masculino Campeón de Alemania en carrera americana (con Hans Junkermann) 1.º en los Seis días de Essen (con Hans Junkermann) 1964 Campeón de Alemania en carrera americana (con Hans Junkermann) 1.º en los Seis días de Dortmund (con Fritz Pfenninger) 1.º en los Seis días de Fráncfort (con Hans Junkermann) 1.º en los Seis días de Essen (con Hans Junkermann) 1965 Campeón de Europa de Madison (con Hans Junkermann) Campeón de Alemania en carrera americana (con Hans Junkermann) 1.º en los Seis días de Colonia (con Sigi Renz) 1.º en los Seis días de Berlín (con Dieter Kemper) 1.º en los Seis días de Fráncfort (con Dieter Kemper) | 1966 Campeón de Europa en omnium 3.º en el Campeonato Europeo de madison masculina 1.º en los Seis días de Colonia (con Dieter Kemper) 1.º en los Seis días de Dortmund (con Sigi Renz) 1.º en los Seis días de Berlín (con Sigi Renz) 1º en los Seis días de Bremen (con Dieter Kemper) 1.º en los Seis días de Zúrich (con Sigi Renz) 1968 1.º en los Seis días de Fráncfort (con Patrick Sercu) 1.º en los Seis días de Colonia (con Sigi Renz) 1.º en los Seis días de Dortmund (con Patrick Sercu) 1.º en los Seis días de Bremen (con Sigi Renz) 1.º en los Seis días de Münster (con Klaus Bugdahl) 1969 1.º en los Seis días de Gante (con Sigi Renz) 1970 1.º en los Seis días de Dortmund (con Albert Fritz) 1971 1.º en los Seis días de Bremen (con Albert Fritz) 1.º en los Seis días de Colonia (con Albert Fritz) |

## Resultados en Grandes Vueltas y Campeonato del Mundo
| Carrera         | 1959 | 1960 | 1961 | 1962 | 1963 | 1964 | 1965 | 1966 | 1967 | 1968 | 1969 | 1970 |
| --------------- | ---- | ---- | ---- | ---- | ---- | ---- | ---- | ---- | ---- | ---- | ---- | ---- |
| Giro de Italia  | -    | -    | -    | -    | -    | -    | -    | 13.º | Ab.  | Ab.  | 9.º  | 45.º |
| Tour de Francia | -    | -    | -    | 31.º | -    | 15.º | -    | 12.º | -    | -    | Ab.  | -    |
| Vuelta a España | -    | -    | -    | 1.º  | -    | -    | Ab.  | -    | -    | 18.º | -    | -    |

| —: No participó | Ab: Abandono |

### Vueltas menores
| Carrera | Carrera                | 1961 | 1962 | 1963 | 1964 | 1965 | 1966 | 1967 | 1968 | 1969 | 1970 |
| ------- | ---------------------- | ---- | ---- | ---- | ---- | ---- | ---- | ---- | ---- | ---- | ---- |
|         | Tirreno-Adriático      | —    | —    | —    | —    | —    | —    | —    | 3.º  | —    | —    |
|         | Tour de Romandía       | —    | —    | —    | —    | —    | —    | —    | —    | —    | 4.º  |
|         | Critérium del Dauphiné | —    | —    | —    | Ab.  | —    | —    | —    | —    | —    | —    |
|         | Vuelta a Suiza         | —    | —    | —    | —    | —    | —    | —    | —    | —    | 14.º |

| —: No participó | Ab: Abandono |

### Clásicas, Campeonatos y JJ. OO.
| Carrera               | Carrera               | 1961 | 1962 | 1963 | 1964 | 1965 | 1966 | 1967 | 1968 | 1969 | 1970 |
| --------------------- | --------------------- | ---- | ---- | ---- | ---- | ---- | ---- | ---- | ---- | ---- | ---- |
| Omloop Het Nieuwsblad | Omloop Het Nieuwsblad | —    | —    | —    | —    | —    | —    | —    | —    | —    | —    |
|                       | Milan San Remo        | 24.º | —    | —    | Dq.  | 29.º | 49.º | —    | 1.º  | —    | 37.º |
| E3 Harelbeke          | E3 Harelbeke          | —    | —    | —    | —    | —    | —    | 27.º | —    | —    | —    |
| Gante-Wevelgem        | Gante-Wevelgem        | —    | —    | 27.º | —    | —    | —    | —    | —    | —    | —    |
|                       | Tour de Flandes       | —    | —    | 11.º | 1.º  | —    | 34.º | 71.º | 2.º  | —    | —    |
|                       | París-Roubaix         | 32.º | —    | —    | 11.º | 12.º | 6.º  | 3.º  | —    | 14.º | —    |
| Flecha Valona         | Flecha Valona         | —    | —    | —    | 6.º  | —    | 3.º  | —    | 38.º | 26.º | —    |
|                       | Lieja-Bastoña-Lieja   | —    | —    | —    | —    | —    | 18.º | —    | —    | —    | —    |
| París-Tours           | París-Tours           | —    | —    | —    | —    | 19.º | —    | —    | —    | —    | —    |
| Mundial en Ruta       | Mundial en Ruta       | —    | Ab.  | Ab.  | 18.º | 2.º  | 1.º  | —    | 12.º | 41.º | —    |
| Alemania en Ruta      | Alemania en Ruta      | —    | —    | —    | 1.º  | —    | —    | —    | —    | —    | 1.º  |

| —: No participó | Ab: Abandono |